# 愛が信じられないなら
「愛が信じられないなら」（あいがしんじられないなら）は、2017年3月29日に発売された山内惠介の18枚目のシングル。

## 解説
- ジャケットとカップリング曲が異なるカフェ盤、ダイヤ盤、唄盤、赤盤、青盤の5タイプをリリース。また、唄盤には表題曲「愛が信じられないなら」のミュージック・ビデオを収録したDVDが付属されている[3]。
- 表題曲と全てのカップリング曲の作詞を手掛けた松尾潔は山内と同じ福岡県出身[7]。
- オリコンチャートでは6位を記録し4作連続TOP10入り[6]。また、演歌・歌謡シングルチャートでは1位を獲得し6作連続の1位獲得となった。

## 収録曲

### カフェ盤
1. 愛が信じられないなら (04:25)
作詞：松尾潔／作曲：水森英夫／編曲：馬飼野俊一
2. 珈琲カップ (05:22)
作詞：松尾潔／作曲：水森英夫／編曲：馬飼野俊一
3. 愛が信じられないなら〜オリジナルカラオケ〜 (04:25)
4. 珈琲カップ〜オリジナルカラオケ〜 (05:22)

### ダイヤ盤
1. 愛が信じられないなら (04:25)
作詞：松尾潔／作曲：水森英夫／編曲：馬飼野俊一
2. 黒いダイヤ (04:59)
作詞：松尾潔／作曲：水森英夫／編曲：伊戸のりお
3. 愛が信じられないなら〜オリジナルカラオケ〜 (04:25)
4. 黒いダイヤ〜オリジナルカラオケ〜 (04:58)

### 唄盤
1. 愛が信じられないなら (04:26)
作詞：松尾潔／作曲：水森英夫／編曲：馬飼野俊一
2. 愛が信じられないなら〜男性用オリジナルカラオケ〜 (04:25)
3. 愛が信じられないなら〜女性用オリジナルカラオケ〜 (04:25)

- DVD収録トラック

1. 愛が信じられないなら（ミュージックビデオ）
2. 愛が信じられないなら〜男性用オリジナルカラオケ〜
3. 愛が信じられないなら〜女性用オリジナルカラオケ〜

### 赤盤
1. 愛が信じられないなら (04:25)
作詞：松尾潔／作曲：水森英夫／編曲：馬飼野俊一
2. 赤い幌馬車 (04:22)
作詞：松尾潔／作曲：水森英夫／編曲：伊戸のりお
3. 愛が信じられないなら〜オリジナルカラオケ〜 (04:25)
4. 赤い幌馬車〜オリジナルカラオケ〜 (04:22)

### 青盤
1. 愛が信じられないなら (04:25)
作詞：松尾潔／作曲：水森英夫／編曲：馬飼野俊一
2. 風ぐるま (04:50)
作詞：松尾潔／作曲：水森英夫／編曲：伊戸のりお
3. 愛が信じられないなら〜オリジナルカラオケ〜 (04:25)
4. 風ぐるま〜オリジナルカラオケ〜 (04:49)